# Árnyékoló háló
Az árnyékoló háló olyan eszköz, melyet meglévő kerítésre szerelnek fel, a hétköznapokban az elsődleges célja a belátás mértékének csökkentése vagy akár teljes megakadályozása, illetve árnyék biztosítása. Mivel hatalmas látható felületet jelent, ezért egy másodlagos, esztétikai céllal is rendelkezik. Magyarországon gyakran hívják raschel hálónak is.

## Anyaga és felszerelése
A modern árnyékoló hálók anyaga már gyakran HDPE, ami a nagy szálsűrűségű polietilént jelenti. A hálók anyagába gyakran kevernek kiegészítő anyagokat, melyek miatt jobban ellenáll az UV-sugárzásnak, az időjárás viszontagságainak vagy más hatásoknak. Ma már szinte bármilyen színben és méretben lehet árnyékoló hálókat találni, melyeket egyszerűen méretre is lehet vágni.
A hálót a méretezése után egyszerűen csak rögzíteni kell valamilyen felülethez, gyakori, hogy erre a célra műanyag gyorskötözőket, fémdrótot vagy kapcsokat használnak fel.
A hálók különféle sűrűséggel készülnek, melyet a négyzetméterre vetített tömegükkel jellemeznek. Egy 90 gramm/négyzetméteres hálók már védenek a betekintés ellen, mivel csak sziluetteket látni rajtuk keresztül. A 250 gramm/négyzetméteres vagy annál sűrűbb hálók már tökéletesen védenek a belátás ellen.

## Felhasználási területe
Bár a árnyékoló hálókkal a hétköznapokban a kerítésekre rögzítve lehet találkozni, koránt sem csak erre a célra használatos. A leggyakoribb alkalmazási területek közé tartoznak:
- virágkertészetben árnyékolásként, jégeső elleni védelemként
- zöldség- és gyümölcstermesztésben árnyékolásként, jégeső elleni védelemként, kártevők elleni védelemként
- baromfitenyésztésben ragadozók elleni védelemként
- szélfogóként, hófogóként
- építőiparban és közúti szállításban védőhálóként
- háztartásokban
- ipari csomagolóanyagként
- sportpályákon védőhálóként
- kreatív hobbi projektekben
- belátás elleni védelemként, állatok bejutása elleni védekezésként